# Johann Friedrich Ludwig Göschen

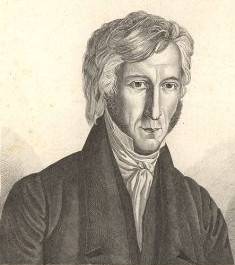
Johann Friedrich Ludwig Göschen. Gebrüder Rocco in Göttingen

 Johann Friedrich Ludwig Göschen (* 16. Februar 1778 in Königsberg i. Pr.; † 24. September 1837 in Göttingen) war ein deutscher Rechtswissenschaftler.

## Leben
Nach dem Besuch der Magdeburger Domschule begann Göschen 1794 ein Studium der Rechtswissenschaften an der Albertus-Universität Königsberg, das er 1796 bis 1798 in Georg-August-Universität Göttingen fortführte. Als er 1806 nach Berlin ging, nahm er diese Studien wieder auf und promovierte 1811. Im Anschluss daran erhielt er eine außerordentliche und 1813 eine ordentliche Professur der Rechte in Berlin. Mit Friedrich Carl von Savigny und Karl Friedrich Eichhorn gab er ab 1815 die Zeitschrift für geschichtliche Rechtswissenschaft heraus. Seit 1817 war er korrespondierendes Mitglied der Preußischen Akademie der Wissenschaften.
1819/20 war er Rektor der Friedrich-Wilhelms-Universität Berlin.
1822 wechselte er auf den Göttinger Lehrstuhl.
Johann Friedrich Ludwig Göschen war mit Charlotte (1781–1862), geb. Delbrück, verheiratet. Der Rechtswissenschaftler Otto Göschen, der Theologe und Generalsuperintendent in Harburg Adolf Göschen und der Mediziner Alexander Göschen waren Söhne des Ehepaars.

## Werke (Auswahl)
- Vorlesungen über das gemeine Civilrecht. Vandenhoeck & Ruprecht, Göttingen 1838–1840.
  - Band 1: Einleitung und allgemeiner Teil. (Digitalisat)
  - Band 2,1: Sachenrecht. (Digitalisat)
  - Band 2,2: Obligationenrecht. (Digitalisat)
  - Band 3,1: Familienrecht. (Digitalisat)
  - Band 3,2: Erbrecht. (Digitalisat)